# Liste der Monuments historiques in Châtellenot
Die Liste der Monuments historiques in Châtellenot führt die Monuments historiques in der französischen Gemeinde Châtellenot auf.

## Liste der Immobilien
| Bezeichnung | Beschreibung | Standort                      | Kennzeichnung | Schutzstatus | Datum | Bild |
| ----------- | ------------ | ----------------------------- | ------------- | ------------ | ----- | ---- |
| Windmühle   | 1854 erbaut  | nordwestlich des Ortes (Lage) | PA00112187    | Inscrit      | 1945  |      |

## Liste der Objekte
| Bezeichnung               | Beschreibung                          | Standort                       | Kennzeichnung | Schutzstatus | Datum | Bild |
| ------------------------- | ------------------------------------- | ------------------------------ | ------------- | ------------ | ----- | ---- |
| Zwei Glocken              | Bronze, 1503 und 1739 gegossen        | in der Kirche St-Pierre (Lage) | PM21005242    | Inscrit      | 2019  |      |
| Skulptur Madonna mit Kind | Holz, farbig gefasst, 15. Jahrhundert | in der Kirche St-Pierre (Lage) | PM21006036    | Inscrit      | 2021  |      |
| Skulptur eines Märtyrers  | Holz, farbig gefasst, 15. Jahrhundert | in der Kirche St-Pierre (Lage) | PM21006037    | Inscrit      | 2021  |      |
| Skulptur Petrus           | Holz, farbig gefasst, um 1800         | in der Kirche St-Pierre (Lage) | PM21006038    | Inscrit      | 2021  |      |
| Skulptur Heiliger Rochus  | Holz, farbig gefasst, um 1800         | in der Kirche St-Pierre (Lage) | PM21006039    | Inscrit      | 2021  |      |
| Kreuzigungsgruppe         | Holz, farbig gefasst, 16. Jahrhundert | in der Kirche St-Pierre (Lage) | PM21006040    | Inscrit      | 2021  |      |
| Uhrwerk                   | Schmiedeeisen, 17. Jahrhundert        | in der Kirche St-Pierre (Lage) | PM21006041    | Inscrit      | 2021  |      |